# Глухов Михайло Сергійович
Михайло Сергійович Глухов (рос. Михаил Сергеевич Глухов; 13 травня 1988, м. Орськ, СРСР) — російський хокеїст, нападник. Виступає за «Атлант» (Митищі) у Континентальній хокейній лізі.

## З життєпису
Вихованець хокейної школи «Южний Урал» (Орськ). Виступав за «Кристал» (Електросталь), «Атлант» (Митищі), «Лада» (Тольятті), «Титан» (Клин), «Митищінські Атланти», «Амур» (Хабаровськ).
У складі юніорської збірної Росії учасник чемпіонату світу 2006.